# Bahnhof Geldern
Der Bahnhof Geldern ist der Bahnhof der Stadt Geldern im niederrheinischen Kreis Kleve und liegt an der Linksniederrheinischen Strecke (Köln Hbf – Kleve (– Nijmegen)).

## Lage und Aufbau
Der Bahnhof Geldern befindet sich im südwestlichen Bereich der Innenstadt Gelderns. In seiner Nachbarschaft befindet sich ein Zentraler Omnibus-Busbahnhof, der selbst ein großer Omnibusknotenpunkt ist. Die Altstadt ist ca. 400 Meter entfernt.
Die Strecke Köln – Kleve ist südlich des Bahnhofs zweigleisig ausgebaut, nördlich von Geldern eingleisig. Gleis 1 ist das durchgehende Hauptgleis Richtung Kleve, Gleis 2 das durchgehende Hauptgleis der Gegenrichtung. Die signaltechnischen Anlagen werden vom mechanischen Stellwerk Gf (Bauart Einheit) aus bedient und überwacht. Das ehemalige mechanische Wärterstellwerk Gs (Bauart Jüdel) ging 2012 außer Betrieb. Das Gebäude wird heute privat genutzt.
Der Bahnhof besitzt einen Hausbahnsteig und einen Seitenbahnsteig an Gleis 2. Der Zugang erfolgte früher über eine Brücke am südlichen Ende der Bahnsteige. Da diese nicht barrierefrei war, wurde der Bahnhof 2010 barrierefrei ausgebaut. Die Bahnsteige werden seitdem durch eine Fußgängerunterführung an ihrem nördlichen Ende verbunden. Um diese Fußgängerunterführung herum befindet sich ein großer Platz, an den sich westlich das Niers-Forum anschließt. Der große Platz ist begrünt und besteht aus schlangenförmigen Rampen um Treppenanlagen herum. So werden die Bahnsteige einerseits mit Treppen andererseits mit flachen Rampen erschlossen.

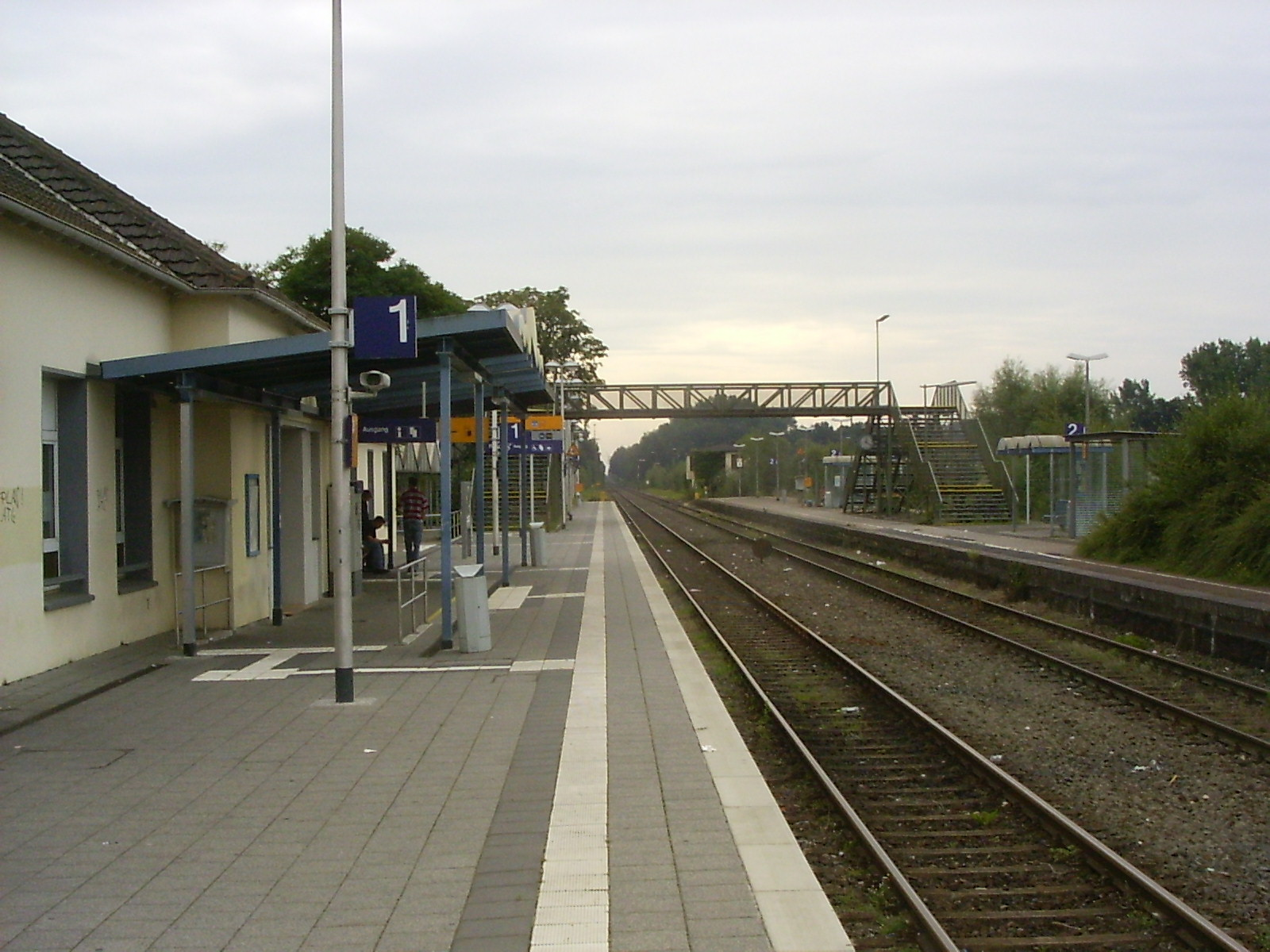
Bahnsteige des Bahnhofs (2008). Die Brücke wurde später abgerissen.
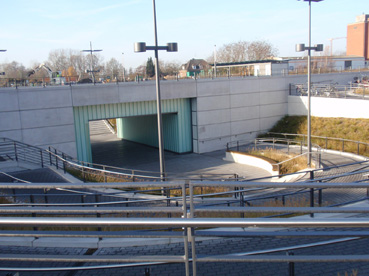
Die moderne Bahnsteigunterführung (2011).
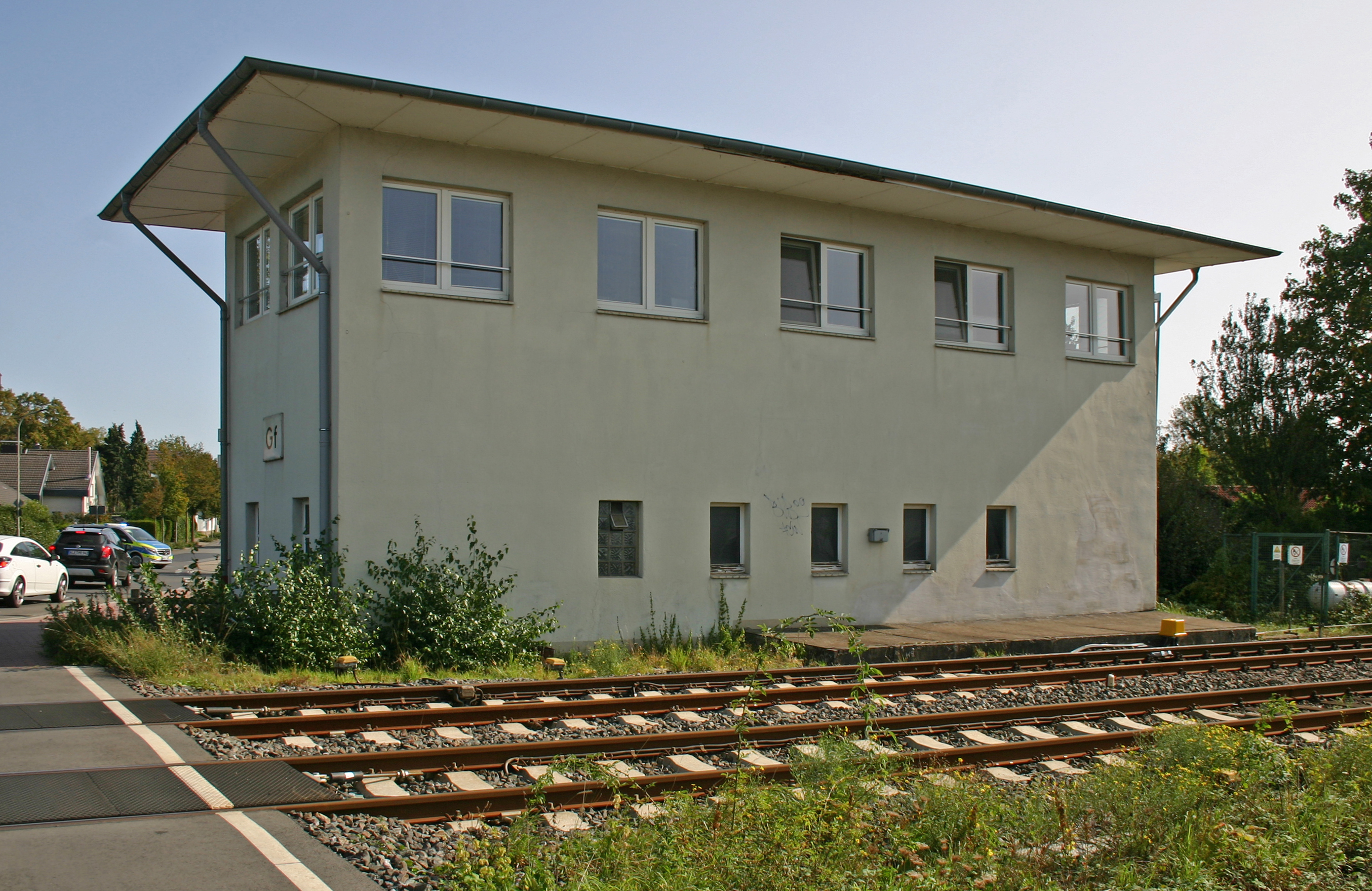
Befehlsstellwerk Gf (2020).
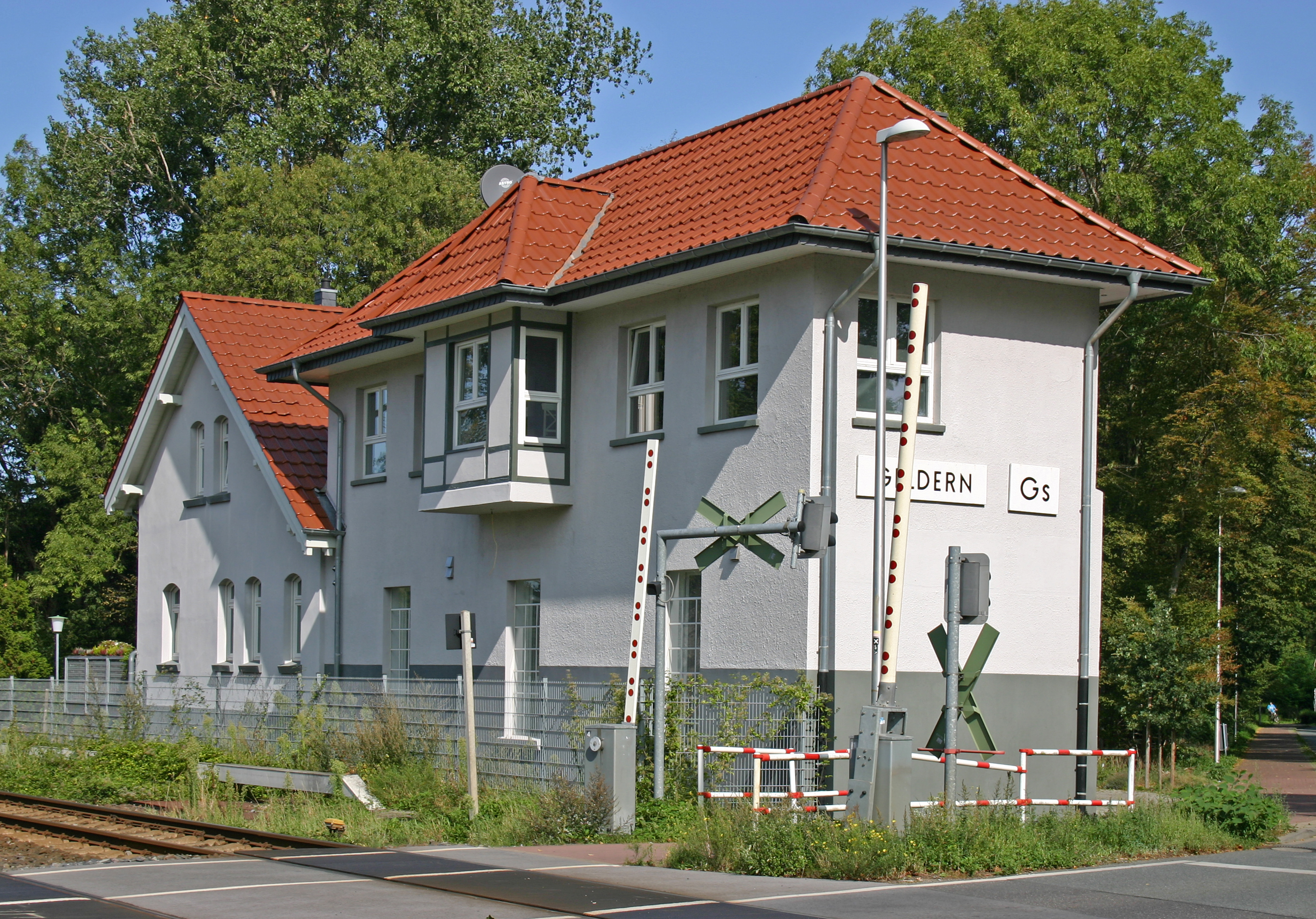
Ehemaliges Wärterstellwerk Gs (2020).

## Geschichte
Der Bahnhof wurde am 5. März 1863 mit dem Streckenabschnitt Krefeld – Kleve von der Rheinischen Eisenbahn-Gesellschaft (RhE) eröffnet. Das Empfangsgebäude entsprach baulich den anderen Empfangsgebäuden dieser Strecke. Der zweigeschossige Bau stand traufseitig zur Strecke und war symmetrisch mit sieben Fensterachsen aufgebaut. Der leicht vorgesetzte dreiachsige Mittelbau stand giebelseitig zu den Gleisen. Mit dem Bau der Strecke Haltern – Venlo der Cöln-Mindener Eisenbahn-Gesellschaft (CME) erhielt Geldern Ende 1874 südöstlich der Stadt seinen zweiten Bahnhof (Geldern CM). Die Strecke kreuzte die Rheinische Bahn im südlichen Bahnhofsbereich. Beide Bahnhöfe waren für den Güterwagenaustausch über eine, am 25. Oktober 1875 eröffnete, eingleisige Verbindungskurve miteinander verbunden. Die Verbindungsstrecke endete östlich des Wasserturms an einem separaten Bahnsteig. Die von der Gemeinde gewünschte Führung der Venloer Bahn in den Rheinischen Bahnhof war zuvor wegen Bedenken der CME und aus militärischen Gründen verworfen worden. Der erste Bahnhof erhielt zur Unterscheidung die Bezeichnung Geldern Rh. Nach der Verstaatlichung der beiden Privatbahnen zum 1. Januar 1880 erhielt das Empfangsgebäude seitlich zwei Anbauten.
Vor dem Ersten Weltkrieg kamen Pläne für den Bau einer Strecke Geldern – Meerbeck (– Oberhausen West) auf, die eine kürzere Verbindung vom linken Niederrhein ins Ruhrgebiet herstellen sollte. Im Zusammenhang mit dem Streckenbau war der Ausbau des Bahnhofs zum „Zentralbahnhof“ vorgesehen, der neben der Rheinischen Bahn und der Neubaustrecke auch die Cöln-Mindener Bahn aufnehmen sollte. Diese sollte dazu aus Straelen kommend von Süden in den Bahnhof einfädeln und im weiteren Verlauf nach Wesel die Stadt nördlich umfahren. Der neue Bahnhof sollte eine Läge von 1200 Metern bei einer Breite von 200 Metern aufweisen. Das Gleisbett sollte um einen Meter angehoben und die künftig drei Mittelbahnsteige über einen Fußgängertunnel erschlossen werden. Zur Lokbehandlung war der Bau eines Bahnbetriebswerks vorgesehen. Da die Nordumfahrung durch die Ländereien der Adelsfamilie Hoensbroech führen sollte, kam ihr Bau nicht zustande, sodass die Venloer Bahn aus dem Vorhaben herausgenommen wurde. An ihrer Stelle war nun eine westliche Verbindungskurve von Straelen in den (Rheinischen) Bahnhof vorgesehen. An der Strecke nach Meerbeck wurde mit Unterbrechungen bis zum Kriegsende gebaut. Die Komplettierung und Inbetriebnahme wurden schließlich durch Artikel 43 des Versailler Vertrags untersagt.
Während des Zweiten Weltkrieges wurde der Gelderner Bahnhof stark in Mitleidenschaft. Das Empfangsgebäude von 1863 wurde zerstört und durch einen einfachen Nachkriegsbau ersetzt.
In den letzten Jahren diskutierten die Deutsche Bahn und der Verkehrsverbund Rhein-Ruhr über eine Erweiterung des Bahnhofes in Geldern. Zur Debatte steht zum einen das Hinzufügen eines Wendegleises als drittes Gleis, zum anderen jedoch auch eine Erweiterung um ein zusätzliches viertes Gleis, welches für das Abstellen von elektrischen Triebfahrzeugen verwendet werden kann. Die Viergleisigkeit würde auf Kosten des benachbarten Berufskollegs gehen, welches 60 Pkw-Parkplätze freigeben müsste. Zusätzlich wird eine weitere RE-10-Haltestelle namens „Geldern Nord“ debattiert.

## Unfälle

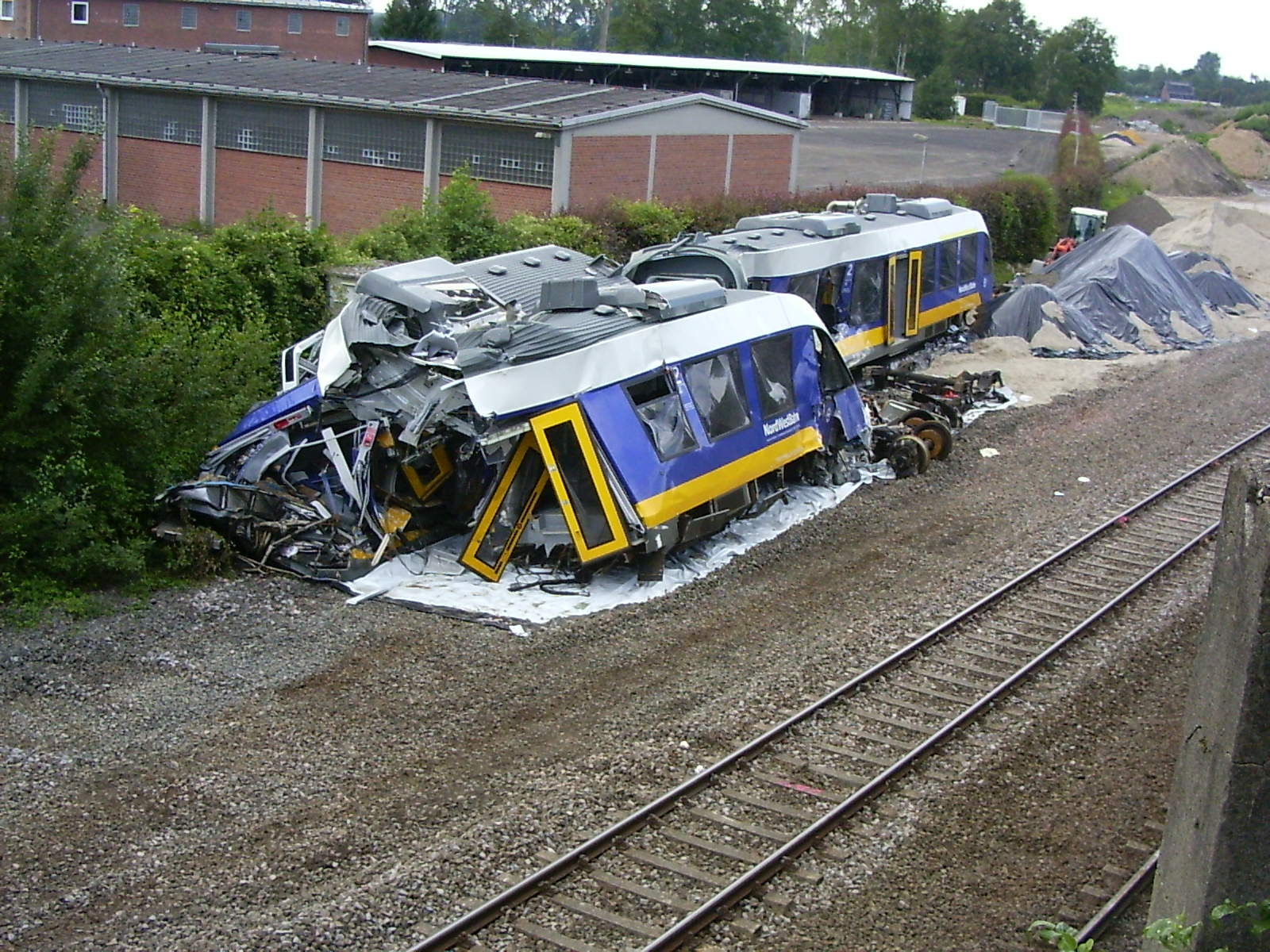
Blick vom Kreuzungsbauwerk auf den zerstörten ersten Triebwagen (2010).

Am Morgen des 7. August 2010 ereignete auf Gleis 1 in Höhe km 83,0 ein Zusammenstoß, bei dem der Bauzug 92744 auf mehrere Verbrennungstriebwagen der NordWestBahn fuhr. Die Triebwagen waren im Rahmen einer Betriebs- und Bauanweisung (Betra) über Nacht abgestellt worden, da nördlich von Geldern Bauarbeiten stattfanden. Die Lokomotive 294 720 und die ersten drei der insgesamt zehn Triebwagen entgleisten bei dem Vorfall, der erste Triebwagen stellte sich quer zum Gleis und wurde zerstört, die übrigen Fahrzeuge erlitten teils erheblichen Sachschaden. Die Gesamtsumme belief sich auf über zehn Millionen Euro. Der Triebfahrzeugführer und ein ebenfalls anwesender Arbeitszugführer wurden leicht verletzt.

## Bedienung

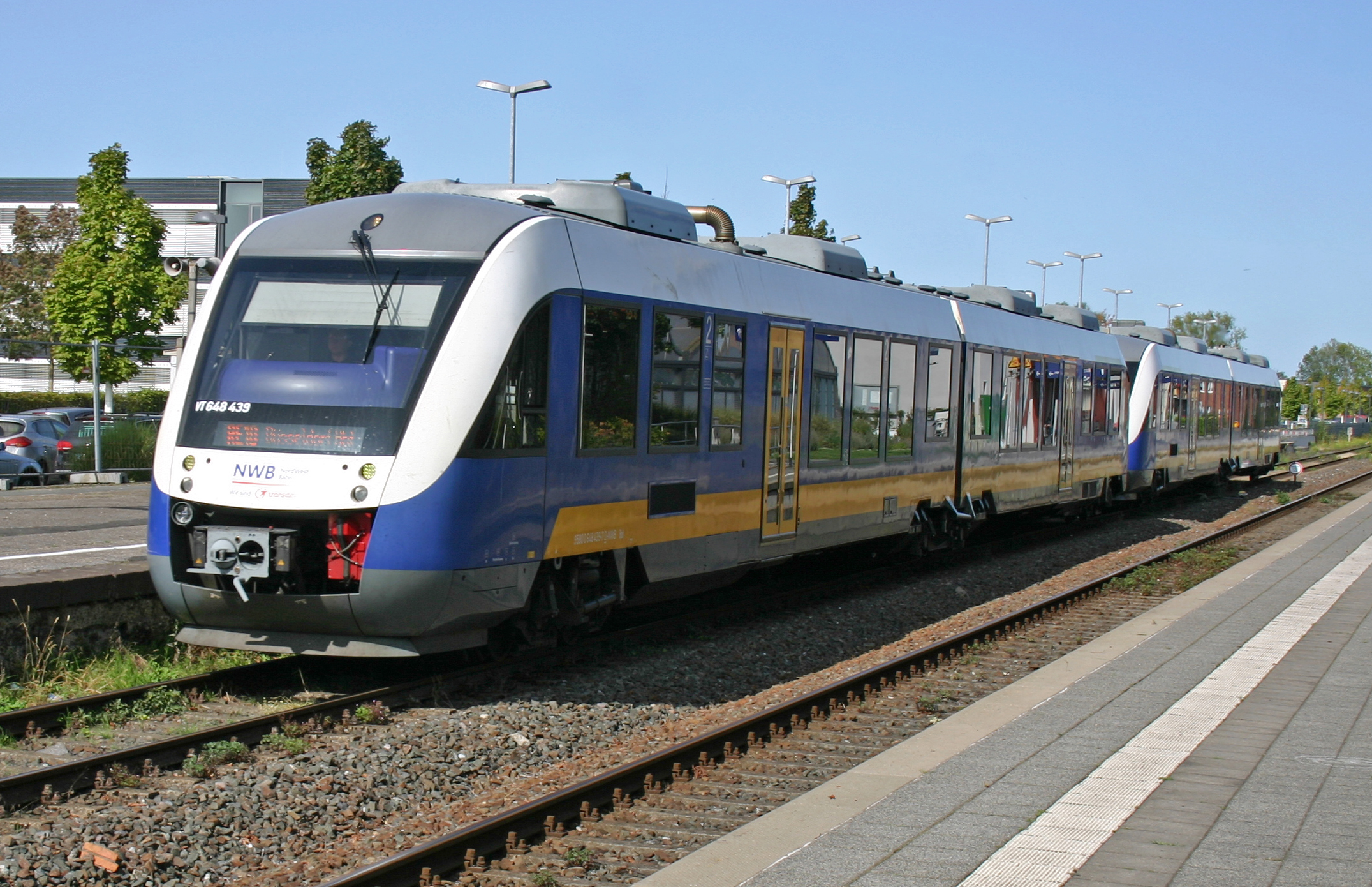
Niers-Express RE10 in Geldern (2020).

### Schienenpersonenverkehr
Bei Eröffnung fuhren vier Reisezugpaare täglich auf der Strecke zwischen Köln und Kleve, ein Jahr darauf kam ein fünftes Zugpaar hinzu. Auf der Verbindungsstrecke nach Geldern Ost fuhren erstmals ab 1899 Pendelzüge zwischen beiden Geldernern Bahnhöfen. Ab den 1920er Jahren wurden die Reisezüge der Venloer Bahn in Geldern Rh gebrochen, sodass Direktverbindungen Richtung Wesel und Venlo bestanden.
Ab spätestens März 1945 ruhte der Eisenbahnverkehr in Geldern aufgrund der anrückenden Front. Die sich zurückziehende Wehrmacht sprengte das Kreuzungsbauwerk zwischen Rheinischer und Köln-Mindener Bahn und unterbrach so beide Strecken. Der erste Nachkriegsfahrplan trat am 10. Februar 1946 in Kraft und sah zwischen Geldern und Krefeld fünf Personenzugpaare vor. Zwischen Geldern und Kleve waren zwei Personenzüge vorgesehen, drei weitere verkehrten nur auf besondere Anordnung. Noch im selben Jahr fuhren auch die ersten Reisezüge Richtung Geldern Ost. Am 29. Mai 1960 wurde der Reisezugverkehr Richtung Geldern Ost eingestellt, bis 1975 fanden noch einzelne Übergabefahrten statt.
Der Bahnhof ist Halt des RE10 „Niers-Express“.
| Linie | Verlauf | Takt                                             |
| ----- | --- | ------------------------------------------------ |
| RE 10 | Niers-Express: Kleve – Bedburg-Hau – Goch – Weeze – Kevelaer – Geldern – Nieukerk – Aldekerk – Kempen (Niederrhein) – Krefeld Hbf – Krefeld-Oppum – Meerbusch-Osterath – Düsseldorf-Bilk – Düsseldorf Hbf Stand: Fahrplanwechsel Dezember 2023 | 30 min (werktags) 60 min (Wochenenden/Feiertage) |

Betrieben wird diese Linie von der RheinRuhrBahn. Es verkehren Dieseltriebzüge der Baureihe 648.

### Öffentlicher Personennahverkehr
Der ZOB am Bahnhof Geldern ist ein großer Nahverkehsknotenpunkt im Kreis Kleve. Von dort fahren die Buslinien in alle relevanten Richtungen (außer Venlo).
Zu folgenden Buslinien kann umgestiegen werden:
| Linie | Linienweg |                           |
| ----- | --- | ------------------------- |
| SB7   | Geldern Bf – Issum – Alpen – Wesel-Büderich – Wesel Bf                                                                                 |                           |
| SB 30 | Duisburg Hbf Osteingang1 – Duisburg Hbf – Friedrich-Wilhelm-Platz – Moers Königlicher Hof – Kamp-Lintfort Neues Rathaus2 – Geldern Bf3 | 30 min (1-2) 60 min (1-3) |
| SL1   | Geldern Bf – Veert – Lüllingen |                           |
| SL2   | Geldern Bf – Baersdonk – Pont – Tombergsweg                                                                                            |                           |
| SL4   | Geldern Bf – Rathaus – Am Pannofen – Aengenesch – Kapellen                                                                             |                           |
| SL5   | Geldern Bf – Rathaus – Am Pannofen – Aengenesch – Zur Boeckelt                                                                         |                           |
| SL6   | Geldern Bf – Rathaus – Vernum |                           |
| SL8   | Walbeck – Veert – Geldern Bf – Egmondpark                                                                                              |                           |
| SL9   | Veert – Geldern Bf – Rathaus – Geldern-Ost                                                                                             |                           |
| SL10  | Geldern Bf – Baersdonk – Vernum |                           |
| 35    | Geldern Bf – Geldern-Walbeck – Straelen                                                                                                |                           |
| 36    | Geldern Bf – Kapellen – Sonsbeck – Xanten Bf                                                                                           |                           |
| 53    | Geldern Bf – Veert – Wetten – Kevelaer – Kervenheim – Uedem                                                                            |                           |
| 69    | Geldern Bf – Straelen – Herongen |                           |
| 063   | Geldern Bf – Straelen – Wankum – Kempen Bf                                                                                             |                           |
| 078   | Geldern Bf – Kerken-Nieukerk – Kerken-Aldekerk Bf – Kempen Bf                                                                          |                           |

Bis auf die Linien 063 und 078 Linien werden von den Niederrheinischen Verkehrsbetrieben (NIAG) betrieben.